# Aetanthus verticillatus
Aetanthus verticillatus är en tvåhjärtbladig växtart som först beskrevs av A. C. Smith, och fick sitt nu gällande namn av Kuijt. Aetanthus verticillatus ingår i släktet Aetanthus och familjen Loranthaceae. Inga underarter finns listade i Catalogue of Life.